# Tabit
Tabit (Pi3 Orionis) is een magnitude +3,16 F Klasse ster in het sterrenbeeld Orion met een spectraalklasse van F6.V.